# 青蓮院 (徳川家斉側室)
青蓮院（せいれんいん、? - 天保15年11月27日（1845年1月5日））は、江戸幕府の将軍徳川家斉の側室。名は瑠璃。父は戸田政方。
徳川斉温、泰姫（池田斉訓正室）の生母である。
墓地の記録が残されておらず、不明な点が多かったが、本門寺と寛永寺の塔頭より没年と戒名が分かった。法名は青蓮院殿妙香日詣大姉。法名の中に日の字が入っているため、日蓮宗の寺院に当初、埋葬されていたと思われる。